# Signalna sekvenca preuzimanja
Signalne sekvence preuzimanja (USS) su kratke DNK sekvence koje preferentno preuzimaju bakterije iz Pasteurellacea familije (npr. Haemophilus influenzae). Slične sekvence, koje se nazivaju sekvence preuzimanja DNK (DUS), su prisutne u vrstama Neisseriaceae familije (uključujući Neisseria meningitidis i Neisseria gonorrhoeae).

## Literatura
- Bakkali, M.; Chen, T.-Y.; Lee, H. C.; Redfield, R. J. (2004). „Evolutionary stability of DNA uptake signal sequences in the Pasteurellaceae”. Proceedings of the National Academy of Sciences of the United States of America. 101 (13): 4513—4518. PMC 384778 . PMID 15070749. doi:10.1073/pnas.0306366101.
- Bakkali, Mohammed (2007).  Fairhead, Cecile, ур. „Genome Dynamics of Short Oligonucleotides: The Example of Bacterial DNA Uptake Enhancing Sequences”. PLoS ONE. 2 (8): e741. PMC 1939737 . PMID 17710141. doi:10.1371/journal.pone.0000741.